# Łączność
Łączność – dziedzina działalności naukowej, technicznej i organizacyjnej obejmująca przesyłanie informacji za pośrednictwem poczty, sieci telekomunikacyjnej, radia i telewizji (obecnie dodawany jest również Internet).
Łączność publiczna to infrastruktura telekomunikacyjna służąca zapewnieniu publicznie dostępnych usług telekomunikacyjnych.